# Székelyszentkirály
Székelyszentkirály (románul Sâncrai) falu Romániában, Erdélyben, Hargita megyében. Közigazgatásilag Oroszhegyhez tartozik.

## Neve
1905-től hívják mai nevén, korábban Udvarhely-Szentkirály volt.

## Fekvése
A falu a Bosnyák-patak mellett, a községközponttól, Oroszhegytől 4 km-re délkeletre fekszik. Székelyudvarhelytől 12, Csíkszeredától 74 kilométerre található.
A falu főbb részei az Alszeg, a Középszeg, a Felszeg és Tilaszó, a Telefalviak utcája, a Bálint utca és a Balázsdomb.

## Története és mai élete
Feltételezések szerint a falu alapítása – akárcsak a többi Szentkirály nevű településé – abban az időben történhetett, amikor még csak egyetlen magyar király volt szentté avatva, vagyis Szent István 1083-ban és Szent László 1192-ben történt szentté avatása között. Korábban úgy tartották, hogy első okleveles említése 1566-ból származik, 2000-ben azonban előkerült egy 1450-ben kelt dokumentum, amely a falu iskoláját említi.
A falu eredetileg a maitól 2 km-re északabbra, a Bosnyák- és az Aklos-patak összefolyásánál feküdt, de kolera sújtotta, ezért lakói 1553 és 1566 között délebbre, a mai Balázsdomb környékére költöztek. A falu korábbi lakosságának 90–95%-a a kolera áldozatául esett.
1864-ben nyolcszáz lakosa volt, mind katolikus. 1910-ben 1028-an lakták. A trianoni békeszerződésig Udvarhely vármegye udvarhelyi járásához tartozott.
A 20. században – az 1960-as évek hullámvölgyétől eltekintve – népessége 1000 és 1100 fő között ingadozott. 1992-ben 1078 lakosából 1053 magyar és 25 cigány volt, a 2002-es adatok szerint 1096 fő a lakossága (1078 magyar, 5 román és 13 cigány).
A faluban a fő foglalkozás hagyományosan a növénytermesztés és az állattenyésztés. A két világháború között Árkossy Lajosné csipkeverő tanfolyamot indított munkalehetőséget teremtve a nőknek. A nyilvántartások szerint 15 működő cég van bejegyezve, amelyek nagy része asztalosműhelyt működtet, és a férfilakosság 40%-ának ad munkát, de a környező falvakból is szép számmal jönnek a faluba dolgozni. A lakosság egy része Székelyudvarhelyre ingázik.
A község tagja a Szentkirályok Szövetségének, amely 21 települést számlál. Magyarországi testvértelepülése Győrzámoly és Kisrécse.

## Látnivalók
- Szent István király tiszteletére szentelt katolikus temploma a falu közepén, két utca közötti dombocskán áll. 1796 és 1799 között épült a régebbi fatemplom helyére; az építési dátum a késő barokk és klasszicista stíluselemeket hordozó épület kőtemplom tornyának nyugati falán olvasható. A sekrestyében, a keleti falban esetleg másodlagosan elhelyezett késő gótikus és reneszánsz elemekkel díszített szentségtartófülke található. Alsó keretére rézsűs állású címerpajzs támaszkodik, rajta domborúan faragott kettős kereszt, a templom védőszentjének, Szent István királynak attribútuma. Ez a kőfaragvány a 15-16. század fordulója táján készülhetett. A templomban egy gótikus 15. századi kő keresztelőmedencét is őriznek. Formája kehely alakú, nyolcszögű felső résszel és ennek megfelelő szárral, mely sarokprizmák közvetítésével támaszkodik a négyszögű talpra. Egyik lapján festett felszentelési kereszt nyoma látszik.[7][14] A templom kertjében Szent István 2008-ban állított szobra látható, Dienes Attila alkotása.[8]
- Az iskola alapítási éve 1450. Udvarán 3 méter magas vörös gránitkő emlékoszlop áll az első és második világháborúban elesettek emlékére, Dóczy András alkotása.[8]
- Az idegenforgalom céljait szolgálja a Katalin fogadó és a Sziklakert fogadó.[5]